# Keylogger
Keylogging (em português, registro de tecla) é a ação de gravar/registrar (logging) as teclas pressionadas em um teclado, normalmente de maneira secreta, para que a pessoa que usa o teclado não saiba que suas ações estão sendo monitoradas. Os dados podem ser recuperados pela pessoa responsável pelo keylogger. Um keylogger pode ser implementado por software, hardware ou uma combinação dos dois.
Apesar dos programas, propriamente ditos, serem legais, com muitos deles sendo projetados para permitir que os empregadores supervisionem o uso de seus computadores, os keyloggers costumam ser usados para roubar senhas e outras informações confidenciais.
O keylogging também pode ser usado para estudar a interação homem-computador. Existem vários métodos de keylogging: eles vão desde abordagens baseadas em hardware e software até análises acústicas.

## Cracking

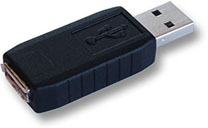
Keylogger Tipo Hardware

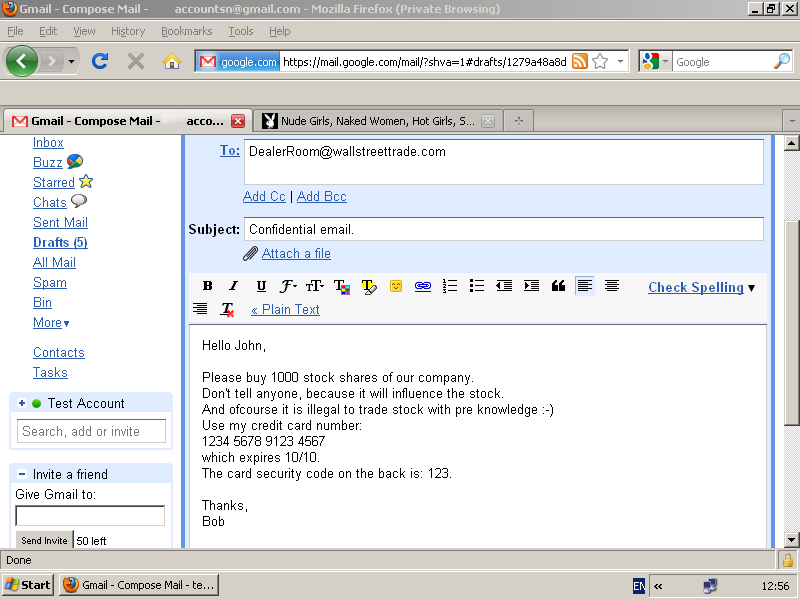
Keylogger de captura de imagem de tela

Muitos casos de phishing, assim como outros tipos de fraudes virtuais, se baseiam no uso de algum tipo de keylogger, instalado no computador sem o conhecimento da vítima, que captura dados sensíveis e os envia a um cracker que depois os utiliza para fraudes.
Existem softwares apropriados para se defender deste tipo de ameaça. É sempre oportuno que um computador conectado à internet seja protegido através de um software antispyware de um firewall e de um antivírus.
O keylogger também é um programa utilizado muito por empresas para monitorar o que seus funcionários fazem em sua máquina, porém em muitos casos as pessoas utilizam o programa de forma mal-intencionada.
Os programas do tipo keylogger também podem ser usados de maneira não fraudulenta, por exemplo quando um usuário instala o key logger em seu próprio computador particular e tem o hábito de digitar textos compridos, como livros, teses e dissertações.
Alguns programas keyloggers editam e salvam o LOG de dados a cada tecla digitada, o que aos olhos mais aguçados, pode ser percebida uma lentidão de até um décimo de segundo no intervalo entre duas teclas. Alguns outros programas key loggers ativam o acesso e o salvamento do arquivo LOG a cada pacote de dez ou vinte teclas digitadas. Há programas keyloggers que podem ter o pacote de teclas configurado. Portanto vários destes programas são boas alternativas se comparados ao salvamento automático de editores de textos. Estes salvamentos automáticos normalmente são configurados para cada cinco minutos, quando o usuário já digitou algumas centenas de teclas, ou no mínimo um minuto, quando o usuário já digitou dezenas de teclas.
Ao se usar um computador público, é possível notar alguns sintomas de que este computador possui um keylogger instalado. Durante a digitação de textos, em intervalos regulares percebe-se uma piscada quase instantânea do cursor do mouse, ou até mesmo da tela inteira, acusando o momento em que o arquivo LOG sofreu um salvamento. Em máquinas com processadores de alta velocidade, estes sintomas são menos perceptíveis.
Muitas vezes com a finalidade de capturar senhas, números de cartões de crédito e afins, os keyloggers registram todo o movimento do teclado. São programas de computador capazes de monitorar, armazenar e enviar todas as teclas digitadas pela vítima para um hacker. Atualmente, os keyloggers são incorporados em outros códigos maliciosos como trojans, para o roubo de logins ou dados bancários.
Geralmente executados em background (segundo plano), não requerem interação direta do usuário para ser executado.